# Gene Cook
Eugene „Gene“ Cook (* 11. Januar 1932 in Greenfield, Tennessee; † 15. Februar 2002 in Toledo, Ohio) war ein US-amerikanischer American-Football-Spieler und Baseballfunktionär. Er spielte ein Spiel auf der Position des Ends für die Detroit Lions in der National Football League (NFL).

## Football
Cook spielte zwischen 1955 und 1957 College Football an der University of Toledo für die Toledo Rockets. In dieser Zeit fing er 44 Pässe für 784 Yards und 6 Touchdowns. Im NFL Draft 1958 wurde Cook in der 13. Runde als 147. Spieler von den Green Bay Packers ausgewählt. Dort konnte er sich nicht durchsetzen und hatte Probetrainings bei den Baltimore Colts und Cleveland Browns. 1959 spielten er für die Detroit Lions in der National Football League, musste dort aber nach einer Verletzung aufhören. Er spielte im Anschluss Semi-professionell für die Toledo Tornadoes.

## Baseball
Am College spielte Cook neben Football auch Baseball, wo er als Second Baseman, Outfielder und Pitcher auflief. 1978 wurde er zum General Manager der Toledo Mud Hens ernannt, eine Funktion, die er bis 1998 innehatte. Zwischen 1998 und 2002 war er der Vizepräsident der Mud Hens. 2008 wurde er in die International League Hall of Fame aufgenommen.